# Гарпії
Га́рпії (грец. Άρπυιες) — богині вихору. Сестри богині веселки Іріди
В «Іліаді» згадується гарпія Подарга (Прудконога), що народила від Зефіра Ахіллесових коней Балія і Ксанфа. В «Одіссеї» гарпіям приписується викрадення людей, які нібито пропадали безвісти.
У Гесіода вони виступають як крилаті кучеряві богині Аелла й Окіпета. Пізніше кількість гарпій збільшилася. Зображували їх крилатими потворами, птахами з дівочими обличчями. У міфі про аргонавтів гарпії мучать голодом сліпого тракійського царя Фінея, викрадаючи або забруднюючи його їжу. Аргонавти Зет і Калаїд, крилаті сини Борея, переслідують гарпій до Строфадів, де згодом їх застає Еней.
Переносно гарпія — зла жінка.